# ماتریس (شیوه‌نامه)
 ماتریس (به انگلیسی: Matrix) یک شیوه‌نامهٔ استاندارد و سبک وزن باز برای برقراری ارتباط بی‌درنگ است. این شیوه‌نامه برای این طراحی شده است که به کاربران دارای حساب در یک رساننده خدمات ارتباطی امکان برقراری ارتباط با کاربران دیگر رساننده های خدمات ارتباطی را از طریق گفتگوی اینترنتی، صدا روی پرتکل اینترنت و خدمات تلفن تصویری فراهم کند. هدف این است که ارتباطات بی‌درنگ یکپارچه بین ارائه‌دهندگان خدمات مختلف کار کند، دقیقاً مانند همان کاری که شیوه‌نامهٔ سادهٔ نامه‌رسانی اکنون برای خدمت ذخیره و ارسال رایانامه انجام می‌دهد.